# Fotbal Club Petrolul Ploiești 2015-2016
Questa voce raccoglie le informazioni riguardanti il Fotbal Club Petrolul Ploiești nelle competizioni ufficiali della stagione 2015-2016.

## Rosa
Fonte:
| N. |                    | Ruolo | Calciatore            |
| -- | ------------------ | ----- | --------------------- |
|    | Romania (bandiera) | P     | Mirel Bolboașă        |
|    | Romania (bandiera) | P     | Alberto Cobrea        |
|    | Romania (bandiera) | P     | Iuliu Oprea           |
|    | Romania (bandiera) | P     | Iustin Popescu        |
|    | Romania (bandiera) | D     | Roberto Alexandru     |
|    | Francia (bandiera) | D     | Fabrice Begeorgi      |
|    | Romania (bandiera) | D     | Alexandru Benga       |
|    | Romania (bandiera) | D     | Marian Beța           |
|    | Romania (bandiera) | D     | Constantin Costache   |
|    | Romania (bandiera) | D     | Alexandru David       |
|    | Francia (bandiera) | D     | Jérémy Faug-Porret    |
|    | Francia (bandiera) | D     | Romain Inez           |
|    | Romania (bandiera) | D     | Constantin Mișelăricu |
|    | Romania (bandiera) | D     | Andrei Peteleu        |
|    | Italia (bandiera)  | D     | Giuseppe Prestia      |
|    | Romania (bandiera) | D     | Cristian Pulhac       |
|    | Romania (bandiera) | D     | Alexandru Radu        |
|    | Francia (bandiera) | D     | Guillaume Rippert     |
|    | Romania (bandiera) | D     | Alexandru Tudose      |
|    | Ciad (bandiera)    | C     | Sanaa Altama          |

| N. |                     | Ruolo | Calciatore          |
| -- | ------------------- | ----- | ------------------- |
|    | Romania (bandiera)  | C     | Dan Bucșa           |
|    | Francia (bandiera)  | C     | Nicolas Farina      |
|    | Romania (bandiera)  | C     | Bogdan Gavrilă      |
|    | Francia (bandiera)  | C     | Ludovic Guerriero   |
|    | Gibuti (bandiera)   | C     | Ismail Hassan       |
|    | Romania (bandiera)  | C     | George Mareș        |
|    | Romania (bandiera)  | C     | Laurențiu Marinescu |
|    | Romania (bandiera)  | C     | Daniel Stana        |
|    | Romania (bandiera)  | C     | Dacian Varga        |
|    | Algeria (bandiera)  | C     | Karim Ziani         |
|    | Francia (bandiera)  | C     | Abdellah Zoubir     |
|    | Romania (bandiera)  | A     | Victoraș Astafei    |
|    | Romania (bandiera)  | A     | Alexandru Chiriță   |
|    | Francia (bandiera)  | A     | Cheick Alan Diarra  |
|    | Romania (bandiera)  | A     | Cosmin Lambru       |
|    | Cipro (bandiera)    | A     | Markos Michail      |
|    | Tunisia (bandiera)  | A     | Sofien Moussa       |
|    | Svizzera (bandiera) | A     | Janko Pacar         |
|    | Italia (bandiera)   | A     | Michele Paolucci    |
|    | Romania (bandiera)  | A     | Petrișor Voinea     |